# 龍運巴士X33線
龍運巴士X33線只於亞洲國際博覽館活動結束後單向開往屯門及元朗洪福邨，由於往屯門的E33不經博覽館，故開辦本線。
龍運巴士X36線只於亞洲國際博覽館活動結束後單向開往屯門市中心、天水圍、元朗及港鐵錦上路站。

## 歷史
- 2005年12月24日：開始投入服務[2]，只在機場博覽館舉行大型活動後提供散場服務。
- 2019年4月4日：龍運巴士宣佈此線加強服務；原有路線到達屯門市中心後，加經豐景園、屯門碼頭一帶、龍門居及山景邨後返回原有路線。
- 2021年9月27日：
  - X33線改經屯門赤鱲角隧道，屯門區內至兆康為止跟隨NA33線行走，然後經青山公路 – 藍地段及青山公路 – 洪水橋段延長至洪元路洪福邨，以取代X34線洪水橋段，及不再途經富泰。因應路線行車里數縮短，全程收費下調至$25。
  - X36線投入服務，以取代X34線天水圍及元朗段。

## 收費
X33／X36
- 全程：$26.4 ／$30.1

X33及X36線不設分段收費及八達通轉乘優惠。
| - 本線設有12歲以下小童及65歲或以上長者半價優惠。 - 65歲或以上香港居民使用「樂悠咭」，以及12歲以下合資格殘疾兒童使用「殘疾人士身份」個人八達通繳付車資，均可享有每程$2.0或半價（以較低者為準）的票價優惠；12至64歲合資格殘疾人士使用「殘疾人士身份」個人八達通（包括「樂悠咭」），以及60至64歲香港居民使用「樂悠咭」繳付車資，均可享有每程$2.0或全費（以較低者為準）的票價優惠。 - 65歲或以上長者如使用長者或一般個人八達通繳付車資，則只可享有半價優惠；12至64歲合資格殘疾人士如不使用「殘疾人士身份」個人八達通，以及60至64歲人士如不使用「樂悠咭」繳付車資，必須繳付全費。 - 乘客可以現金或八達通於上車時付款，不設找續。 - 每位成人乘客可免費攜帶最多兩名4歲以下而不佔座位的兒童乘客乘車，超額之4歲以下小童必須繳付小童車費乘車。 - 持有「九巴月票」之乘客在車票有效期內，每日可享最多10程任何九龍巴士及龍運巴士路線（包括本路線，以及聯營路線的九龍巴士／龍運巴士提供的班次；惟乘搭機場「A」及「NA」線則可享原價二七折優惠（不會計算每天10次合資格車程））；而B1線則每日可享最多各2程（不會計算每天10次合資格車程）。 - 九龍巴士、城巴、龍運巴士及陽光巴士全職員工及家屬（不包括外判職員）可免費乘搭本路線，惟必須拍職員或職員家屬八達通。 - 乘客亦可透過多元化電子支付系統（e度嘟）繳付車資，包括使用非接觸式VISA卡、JCB卡、萬事達卡、銀聯卡、美國運通、大來國際、Discover Card、Apple Pay、Google Pay、Samsung Pay、AlipayHK「易乘碼」、支付寶、WeChatHK／微信支付「搭車碼」、銀聯雲閃付「乘車碼」及BOC Pay「乘車碼」。乘客使用此付款方式，使用此支付方式的乘客可享有中途下車之分段收費，以及與其他九巴／龍運獨營路線或聯營線九巴／龍運班次之轉乘優惠，惟不適用於與非九巴／龍運路線之轉乘優惠，亦不能享有「公共交通費用補貼計劃」及「長者及合資格殘疾人士公共交通票價優惠計劃」。 |

## 行車路線
X33

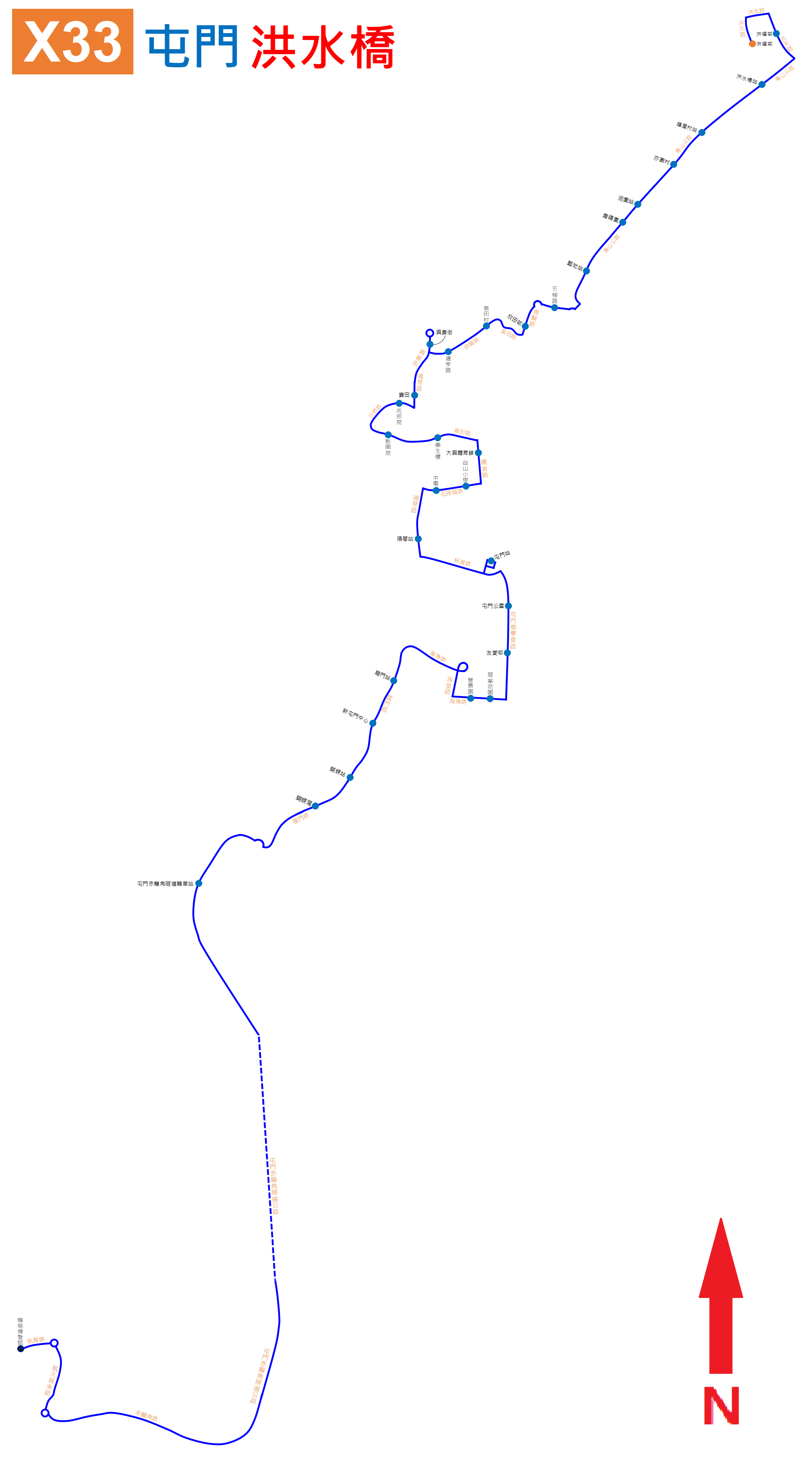
X33線的走線圖

經：航展道、航天城東路、航天城交匯處、赤鱲角路、屯門赤鱲角隧道公路、龍門路、皇珠路、海皇路、海珠路、屯門鄉事會路、杯渡路、屯門站公共運輸交匯處、杯渡路、鳴琴路、石排頭路、震寰路 、青田路、田景路、鳴琴路、興貴街（北行）、迴旋處、興貴街（南行）、欣寶路、紫田路、青麟路、藍地交匯處、青山公路–藍地段、青山公路–洪水橋段、洪天路、洪志路及洪元路。
X36
經：航展道、航天城東路、航天城交匯處、赤鱲角路、屯門赤鱲角隧道公路、屯喜路、屯門公路、元朗公路、洪天路、屏廈路、天耀路、天湖路、天瑞路、濕地公園路、天葵路、天龍路、天城路、天祥路、天慈路、朗天路、水邊圍交匯處、宏達路、鳳池路、屏會街、元朗安寧路、媽廟路、青山公路－元朗段、朗日路、形點交通交匯處、朗日路、青山公路－元朗段、錦田公路、錦河路及東匯路。

### 沿線車站
X33
| 1                  | 機場博覽館巴士總站          | 亞洲國際博覽館巴士總站 |
| 屯門赤鱲角隧道公路 |                             |                        |
| 2                  | 屯門赤鱲角隧道轉車站 （T2） | 屯門赤鱲角隧道         |
| 3                  | 蝴蝶灣                      | 龍門路                 |
| 4                  | 蝴蝶站                      | 龍門路                 |
| 5                  | 新屯門中心                  | 龍門路                 |
| 6                  | 龍門站                      | 龍門路                 |
| 7                  | 豐景園                      | 海珠路                 |
| 8                  | 翠寧花園                    | 海珠路                 |
| 9                  | 友愛邨                      | 屯門鄉事會路           |
| 10                 | 屯門公園                    | 屯門鄉事會路           |
| 11                 | 屯門站                      | 屯門站公共運輸交匯處   |
| 12                 | 鳴琴站                      | 鳴琴路                 |
| 13                 | 台山小學                    | 鳴琴路                 |
| 14                 | 大興體育館                  | 震寰路                 |
| 15                 | 大興北站                    | 青田路                 |
| 16                 | 新圍苑                      | 田景路                 |
| 17                 | 兆邦苑                      | 田景路                 |
| 18                 | 寶田                        | 鳴琴路                 |
| 19                 | 興貴街                      | 興貴街                 |
| 20                 | 塘亨路                      | 欣寶路                 |
| 21                 | 紫田村                      | 欣寶路                 |
| 22                 | 欣田邨                      | 青麟路                 |
| 23                 | 五柳路                      | 藍地交匯處             |
| 24                 | 藍地站                      | 青山公路－藍地段       |
| 25                 | 青磚圍                      | 青山公路－藍地段       |
| 26                 | 泥圍站                      | 青山公路－藍地段       |
| 27                 | 亦園村                      | 青山公路－洪水橋段     |
| 28                 | 鍾屋村站                    | 青山公路－洪水橋段     |
| 29                 | 洪水橋站                    | 青山公路－洪水橋段     |
| 30                 | 洪天路洪福邨                | 洪天路                 |
| 31                 | 洪元路洪福邨                | 洪元路                 |

X36
| 1                         | 機場博覽館巴士總站         | 亞洲國際博覽館巴士總站 |
| 屯門赤鱲角隧道公路        |                            |                        |
| 2                         | 屯門赤鱲角隧道轉車站（T3） | 屯門赤鱲角隧道         |
| 龍富路、皇珠路； 屯門公路 |                            |                        |
| 3                         | 屯門市廣場                 | 屯喜路                 |
| 4                         | 紅橋                       | 屯門公路               |
| 元朗公路；洪天路          |                            |                        |
| 5                         | 天水圍站                   | 屏廈路                 |
| 6                         | 天盛苑                     | 天耀路                 |
| 7                         | 賞湖居                     | 天湖路                 |
| 8                         | 天水圍公園                 | 天瑞路                 |
| 9                         | 天瑞邨                     | 天瑞路                 |
| 10                        | 天華邨                     | 天瑞路                 |
| 11                        | 天恩邨                     | 天瑞路                 |
| 12                        | 天澤邨                     | 天瑞路                 |
| 13                        | 香港濕地公園               | 濕地公園路             |
| 14                        | 香港青年協會李兆基書院     | 天葵路                 |
| 15                        | 美湖居                     | 天葵路                 |
| 16                        | 景湖居                     | 天城路                 |
| 天慈路、朗天路            |                            |                        |
| 17                        | 鳳池村                     | 宏達路                 |
| 18                        | 元朗廣場                   | 青山公路－元朗段       |
| 19                        | 同樂街                     | 青山公路－元朗段       |
| 20                        | 谷亭街                     | 青山公路－元朗段       |
| 21                        | 形點II                     | 朗日路                 |
| 22                        | 形點I                      | 形點交通交匯處         |
| 23                        | 東成里                     | 青山公路－元朗段       |
| 24                        | 凹頭                       | 錦田公路               |
| 25                        | 下高埔村                   | 錦田公路               |
| 26                        | 高埔村                     | 錦田公路               |
| 27                        | 錦上路站巴士總站           | 錦上路站公共運輸交匯處 |

## 使用車輛
此路線由龍運屯門區路線抽調車輛行走。